# Курский электробус
Курский электробус — система электробусного транспорта города Курска.
В Курске используются электробусы с ультрабыстрой зарядкой, их особенность — в литий-титанатных батареях, которые обеспечивают зарядку за 10-18 минут и дают возможность эксплуатировать электробус на городских маршрутах любой протяженности (до следующей зарядной станции). Машины заряжаются от специальных станций, расположенных на конечных и в депо.

Все электробусы оформлены в бренд «Курский транспорт». На борта машин нанесена надпись «Электробус».

## История

### Транспортная реформа в Курске
- 2022 год — Заключение 15 августа концессионного соглашения с ООО «Группа Мовиста».
- 2023 год — 8 октября 10 электробусов КамАЗ-6282 прибыли в Курск.[2] 25 ноября на конечной остановке маршрута № 7э начался монтаж зарядных станций.[3] 28 ноября электробусы вышли на обкатку.[4][5] 1 декабря открыто движение электробусов по маршруту № 7э: Онкологический центр - Московская площадь.[6][7] 18 декабря в Курск на испытания прибыл электробус нового поколения ПКТС-62181 «Генерал» производства ПКТС.[8]
- 2024 год — 1 января подорожание проезда с 25/31 (безналичные/наличные) до 27/33 (безналичные/наличные).[9] 15 января электробус ПКТС-62181 «Генерал» завершил испытания в Курске и отправился в Нижний Тагил.[10] Решение о покупке данных электробусов для постоянной эксплуатации в городе Курске пока не принято.

## Подвижной состав
В июле 2023 года полностью началась работа новой транспортной сети. Две пересадки на другие маршруты бесплатные в течение часа после оплаты проезда по банковской карте или через льготные проездные.
На 2025 год маршруты обслуживают электробусы:
- Большого класса вместимости: КамАЗ-6282 — 10 машин.

С 17 декабря 2023 года по 15 января 2024 года проводились испытания электробуса ПКТС-62181 «Генерал».

## Автоэлектропарк
Электробусы обслуживают в Автоэлектропарке (Троллейбусном депо) города Курска, расположенном по адресу: 305021, г. Курск, ул. Кавказская, 41.
В 2013 году администрацией города Курска была выделена территория на улице Энгельса для строительства современного трамвайно-троллейбусного парка, однако работы так и не были начаты.
Генпланом города Курска до 2040 года предусмотрено строительство троллейбусного парка в районе посёлка Искра.

## Маршруты
На 2025 год в Курске работает 1 электробусный маршрут:
- 7э — интервал движения 17 - 25 минут.[6]

| №  | Конечная остановка 1 | Конечная остановка 2 | Перевозчик                | Примечания |
| 7э | Онкологический центр | Московская площадь   | ГУПКО «Курскэлектротранс» |            |

## Перспективы
В 2024 году планировалась покупка 50 электробусов неуточнённой модели при условии выделения средств федерального финансирования, но позже от этой идеи отказались в пользу троллейбусов с увеличенным автономным ходом. Также рассматривалась возможность покупки электробусов модели ПКТС-62181 «Генерал». Существовали планы по созданию междугороднего электробусного сообщения по маршруту «Курск — Курчатов». Ранее по этому маршруту без пассажиров в рамках испытаний проехал электробус «Генерал». На сегодняшний день планов по запуску этого маршрута нет. Идея так и осталась в разработке.